# Stiven Plaza
Stiven Plaza (Eloy Alfaro, Esmeraldas, 11 de marzo de 1999) es un futbolista ecuatoriano. Juega de delantero y su equipo actual es S. C. Oțelul Galați de la Liga I de Rumania.

## Trayectoria
Se inició en el Club Norte América luego pasó por el Deportivo Azogues y Aucas hasta que en 2017 fue contratado por el Independiente del Valle donde fue goleador nato de ese equipo. 
También participó en la Copa Libertadores Sub-20 de 2018 donde llegó a ser Subcampeón además de ser el goleador de dicho torneo con 7 tantos, con esta revelación llegó a ser considerado como una promesas del Ecuador y fue llevado a entrenar al primer equipo. Debuta en un partido con Universidad Católica luego de su gran actuación en Copa Libertadores Sub-20 de 2018 además desde ese momento ya era considerado en el primer equipo incluso con la llegada del técnico español Ismael Rescalvo donde pudo marcar un gran gol contra Emelec donde su equipo ganó 3 tantos a 1.
Después de dicho partido tomó mucha regularidad siendo un titular indiscutible además de despertar el interés de clubes europeos. En diciembre de 2018 el Real Valladolid Club de Fútbol hizo oficial un preacuerdo por el jugador. El 16 de febrero debutó contra el Fútbol Club Barcelona en el Camp Nou disputando los últimos 14 minutos del encuentro.
El 8 de agosto de 2020 fue cedido por dos temporadas al Trabzonspor.
Después de romper su cesión con el Trabzonspor, el 4 de febrero de 2021 se confirmó su cesión hasta final de temporada a Independiente del Valle de la Serie A de Ecuador.
En agosto de 2022 fue concretado su fichaje al New York Red Bulls de Major League Soccer de Estados Unidos; comenzando por el equipo de reserva que disputó la MLS Next Pro, el New York Red Bulls II. El 2 de diciembre de 2022 se confirmó por parte del club la salida del jugador del equipo estadounidense.
El 5 de diciembre de 2022 fue anunciado como refuerzo de Sociedad Deportiva Aucas de Ecuador. En julio de 2023 se unió a Guayaquil City.
En 2024 firmó con Mazatlán Fútbol Club de la Primera División de México, en condición de jugador libre. En junio fue cedido por una temporada al Venados Fútbol Club Yucatán de la Liga de Expansión MX. En febrero de 2025 vuelve a ser cedido, esta vez al Suporter Club Oțelul Galați de Rumania.

## Selección nacional
En septiembre de 2018 fue convocado por Hernán Darío Gómez para jugar los partidos amistosos de la selección absoluta.

### Categorías inferiores

#### Participaciones en Copas del Mundo
| Campeonato                  | Sede    | Resultado    | Partidos | Goles |
| --------------------------- | ------- | ------------ | -------- | ----- |
| Copa Mundial Sub-20 de 2019 | Polonia | Tercer lugar | 2        | 0     |

### Partidos internacionales
Actualizado al último partido disputado el 16 de octubre de 2018.
| \| N.° \| Fecha \| Ciudad \| Rival \| Resultado \| Resultado \| Competencia \| \| --- \| --------------------- \| ------ \| ----- \| --------- \| --------- \| ----------- \| \| 1. \| 12 de octubre de 2018 \| Rayán \| Catar \| 3-4 \| Derrota \| Amistoso \| \| 2. \| 16 de octubre de 2018 \| Doha \| Omán \| 0-0 \| Empate \| Amistoso \| |                       |        |       |           |           |             |
| N.° | Fecha                 | Ciudad | Rival | Resultado | Resultado | Competencia |
| 1. | 12 de octubre de 2018 | Rayán  | Catar | 3-4       | Derrota   | Amistoso    |
| 2. | 16 de octubre de 2018 | Doha   | Omán  | 0-0       | Empate    | Amistoso    |

## Estadísticas

### Clubes
Actualizado al último partido disputado el 25 de abril de 2025.
| Club                                 | Div.          | Temporada     | Liga  | Liga  | Copas nacionales | Copas nacionales | Copas internacionales | Copas internacionales | Total | Total |
| Club                                 | Div.          | Temporada     | Part. | Goles | Part.            | Goles            | Part.                 | Goles                 | Part. | Goles |
| ------------------------------------ | ------------- | ------------- | ----- | ----- | ---------------- | ---------------- | --------------------- | --------------------- | ----- | ----- |
| C. S. Norte América · Ecuador        | 3.ª           | 2015          | 1     | 0     | —                | —                | —                     | —                     | 1     | 0     |
| C. S. Norte América · Ecuador        | Total club    | Total club    | 1     | 0     | 0                | 0                | 0                     | 0                     | 1     | 0     |
| Alianza Cotopaxi · Ecuador           | 3.ª           | 2018          | 7     | 8     | —                | —                | —                     | —                     | 7     | 8     |
| Alianza Cotopaxi · Ecuador           | Total club    | Total club    | 7     | 8     | 0                | 0                | 0                     | 0                     | 7     | 8     |
| Independiente del Valle · Ecuador    | 1.ª           | 2018          | 22    | 7     | —                | —                | 0                     | 0                     | 22    | 7     |
| Real Valladolid C. F. · España       | 1.ª           | 2018-19       | 2     | 0     | 0                | 0                | —                     | —                     | 2     | 0     |
| Real Valladolid C. F. · España       | Total club    | Total club    | 2     | 0     | 0                | 0                | 0                     | 0                     | 2     | 0     |
| Real Valladolid Promesas · España    | 3.ª           | 2019-20       | 11    | 1     | —                | —                | —                     | —                     | 11    | 1     |
| Real Valladolid Promesas · España    | Total club    | Total club    | 11    | 1     | 0                | 0                | 0                     | 0                     | 11    | 1     |
| Trabzonspor Turquía                  | 1.ª           | 2020-21       | 2     | 0     | 1                | 0                | 0                     | 0                     | 3     | 0     |
| Trabzonspor Turquía                  | Total club    | Total club    | 2     | 0     | 1                | 0                | 0                     | 0                     | 3     | 0     |
| Independiente del Valle · Ecuador    | 1.ª           | 2021          | 5     | 0     | —                | —                | 0                     | 0                     | 5     | 0     |
| Independiente del Valle · Ecuador    | 1.ª           | 2022          | 3     | 0     | —                | —                | 1                     | 0                     | 4     | 0     |
| Independiente del Valle · Ecuador    | Total club    | Total club    | 30    | 7     | 0                | 0                | 1                     | 0                     | 31    | 7     |
| New York Red Bulls II Estados Unidos | 2.ª           | 2022          | 7     | 1     | —                | —                | —                     | —                     | 7     | 1     |
| New York Red Bulls II Estados Unidos | Total club    | Total club    | 7     | 1     | 0                | 0                | 0                     | 0                     | 7     | 1     |
| S. D. Aucas · Ecuador                | 1.ª           | 2023          | 2     | 0     | 0                | 0                | 0                     | 0                     | 2     | 0     |
| S. D. Aucas · Ecuador                | Total club    | Total club    | 2     | 0     | 0                | 0                | 0                     | 0                     | 2     | 0     |
| Guayaquil City F. C. · Ecuador       | 1.ª           | 2023          | 7     | 0     | 0                | 0                | 0                     | 0                     | 7     | 0     |
| Guayaquil City F. C. · Ecuador       | Total club    | Total club    | 7     | 0     | 0                | 0                | 0                     | 0                     | 7     | 0     |
| Mazatlán F. C. · México              | 1.ª           | 2023-24       | 2     | 0     | —                | —                | —                     | —                     | 2     | 0     |
| Mazatlán F. C. · México              | Total club    | Total club    | 2     | 0     | 0                | 0                | 0                     | 0                     | 2     | 0     |
| Venados F. C. · México               | 2.ª           | 2024-25       | 13    | 2     | —                | —                | —                     | —                     | 13    | 2     |
| Venados F. C. · México               | Total club    | Total club    | 13    | 2     | 0                | 0                | 0                     | 0                     | 13    | 2     |
| S. C. Oțelul Galați · Rumania        | 1.ª           | 2024-25       | 2     | 0     | —                | —                | —                     | —                     | 2     | 0     |
| S. C. Oțelul Galați · Rumania        | Total club    | Total club    | 2     | 0     | 0                | 0                | 0                     | 0                     | 2     | 0     |
| Total carrera                        | Total carrera | Total carrera | 86    | 19    | 1                | 0                | 1                     | 0                     | 88    | 19    |
| 1. 2.                                |               |               |       |       |                  |                  |                       |                       |       |       |

### Participaciones internacionales
| Copa                             | Club                    | Resultado  | Partidos | Goles |
| -------------------------------- | ----------------------- | ---------- | -------- | ----- |
| Copa Libertadores Sub-20 de 2018 | Independiente del Valle | Subcampeón | 5        | 7     |

## Palmarés

### Campeonatos nacionales
| Título             | Club                    | Año  |
| ------------------ | ----------------------- | ---- |
| Serie A de Ecuador | Independiente del Valle | 2021 |

### Campeonatos regionales
| Título                        | Club             | Año  |
| ----------------------------- | ---------------- | ---- |
| Segunda Categoría de Cotopaxi | Alianza Cotopaxi | 2018 |

### Distinciones individuales
| Distinción                                    | Año  |
| --------------------------------------------- | ---- |
| Jugador revelación del Campeonato Ecuatoriano | 2018 |